# Lastovci
Lastovci (Lastovnjaci, Donji Škoji) su skupina otočića i hridi u Jadranskom moru, par milja istočno od Lastova. Tvori ih 17 otočića i većih hridi. To su:
- Arženjak Veli
- Arženjak Mali
- Češvinica
- Golubinjak Mali
- Golubinjak Veli
- Kručica
- Lukovac Mali
- Lukovac Srednji
- Lukovac Gornji
- Petrovac
- Saplun
- Stomorina
- Za Barje (Škoj od Barja)
- Mrkljenta bijela
- Mrkljenta crna
- Tajan Veli
- Tajan Mali

Otoci su dio Parka prirode Lastovsko otočje

## Vanjske poveznice
- Lastovci ili Lastovnjaci - skupina otoka istočno od Lastova
- Park prirode Lastovsko otočje obuhvaća i Lastovnjake i Vrhovnjake